# Ctenophora pselliophoroides
Ctenophora pselliophoroides är en tvåvingeart som beskrevs av Alexander 1938. Ctenophora pselliophoroides ingår i släktet Ctenophora och familjen storharkrankar. Inga underarter finns listade i Catalogue of Life.